# Alonžová paruka

Ludvík XIV. s alonžovou parukou (portrét od Hyacinthe Rigauda)

Alonžová paruka (alonž, francouzsky allonge [aˈlɔ̃ːʒ-]IPA) je typ mužské barokní paruky, která spadá nositeli pod ramena. Je vyrobená z pravých vlasů nebo zvířecí srsti. Módu nošení alonžových paruk zavedl francouzský král Ludvík XIV. přibližně v roce 1665. Po jeho smrti v roce 1715 se alonžové paruky začaly pudrovat a postupně se zkracovaly až do roku 1730, kdy je nahradily klasické krátké pudrované paruky. Díky alonžovým parukám se baroku přezdívá parukový sloh.

## Etymologie
Alonž ve francouzštině znamená prodloužení nebo přivěšení. Slovo alonž původně znamená list papíru, který je spojený s cenným papírem nebo jinou právní listinou (česky se v tomto významu používá pojem „přívěsek“) . Slouží k provedení záznamů, které se na vlastní listinu již nevejdou.

## Vzhled
Alonžová paruka byla vysoká, tvořená soustavou loken spadajících po obou stranách hlavy na prsa a na záda. V 60. a 70. letech 17. století byly nejčastějšími barvami žlutá a světle hnědá (barva lví srsti), v 80. letech byly v módě tmavé a černé paruky. Po roce 1715 se paruky začaly zkracovat a pudrovat, čímž získaly šedou nebo bílou barvu. Jako materiál byla v závislosti na kvalitě a ceně použita buď zvířecí srst, nebo pravé vlasy. Vlastní vlasy byly pod parukou střiženy na krátko, či byly zcela vyholené.

## Historie
Jako první použil ve Francii paruku král Ludvík XIII. U dvora byly dlouhé vlasy znakem důstojnosti, ale on již v mladém věku ztratil téměř všechny vlastní vlasy, proto si nechal vyrobit umělou náhradu. Jeho syn Ludvík XIV. pak začal paruku nosit rovněž a vytvořil tím novou módu, která se postupně rozšířila po celé Evropě; od roku 1673 byla závaznou součástí dvorského oděvu. Po roce 1730 vyšla klasická délka paruk definitivně z módy, paruky začaly být radikálně zkracovány. V 18. století nosili paruku v klasické délce již jen soudci a vysoká šlechta při dvorských ceremoniálech. V současnosti nosí alonžové paruky v upravené podobě soudci ve Spojeném království a Austrálii.

## Galerie

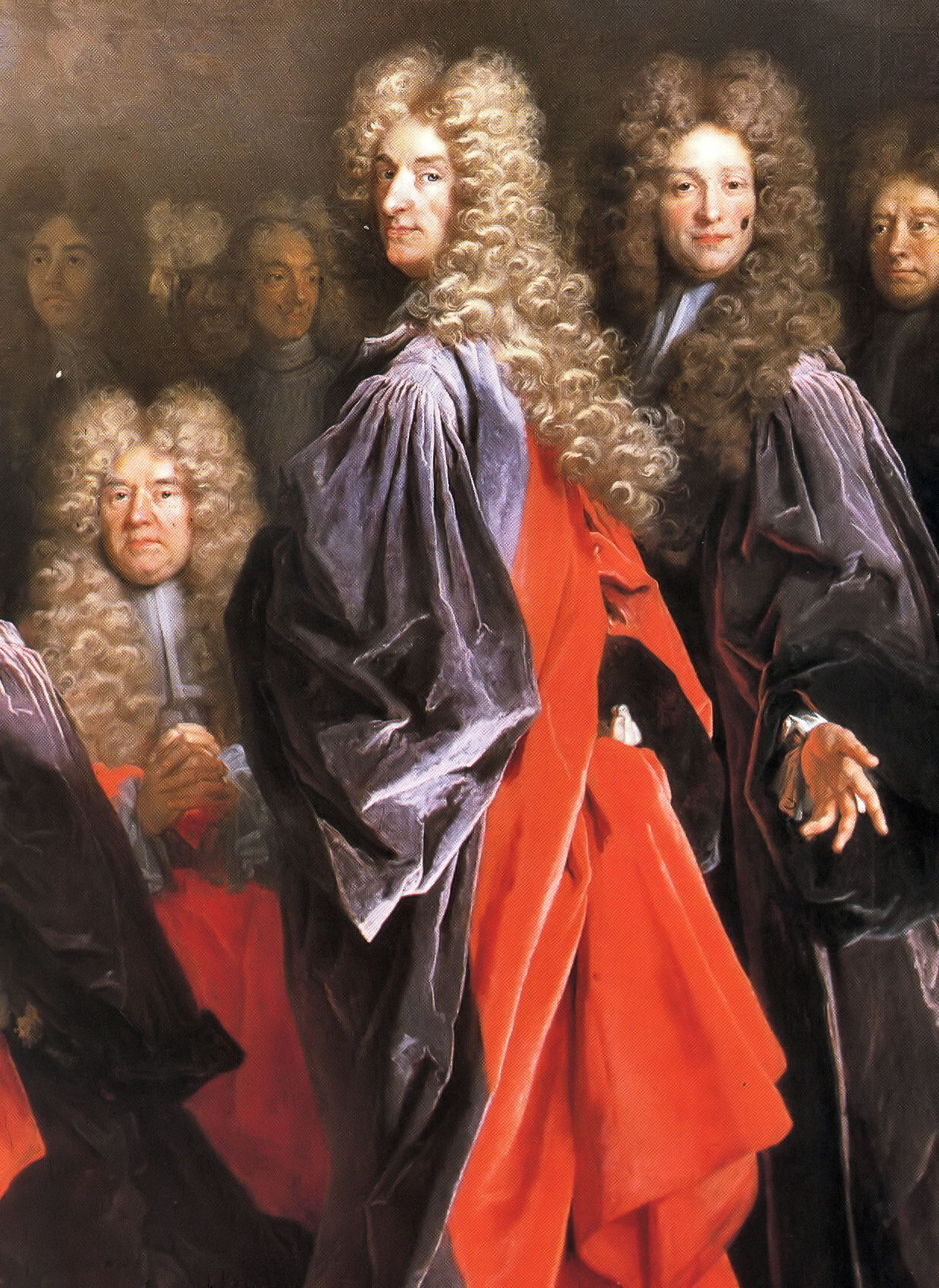
Muži s alonžovými parukami, přibližně r. 1696 (Nicolas de Largillière, Ex-voto à Sainte-Geneviève, detail)
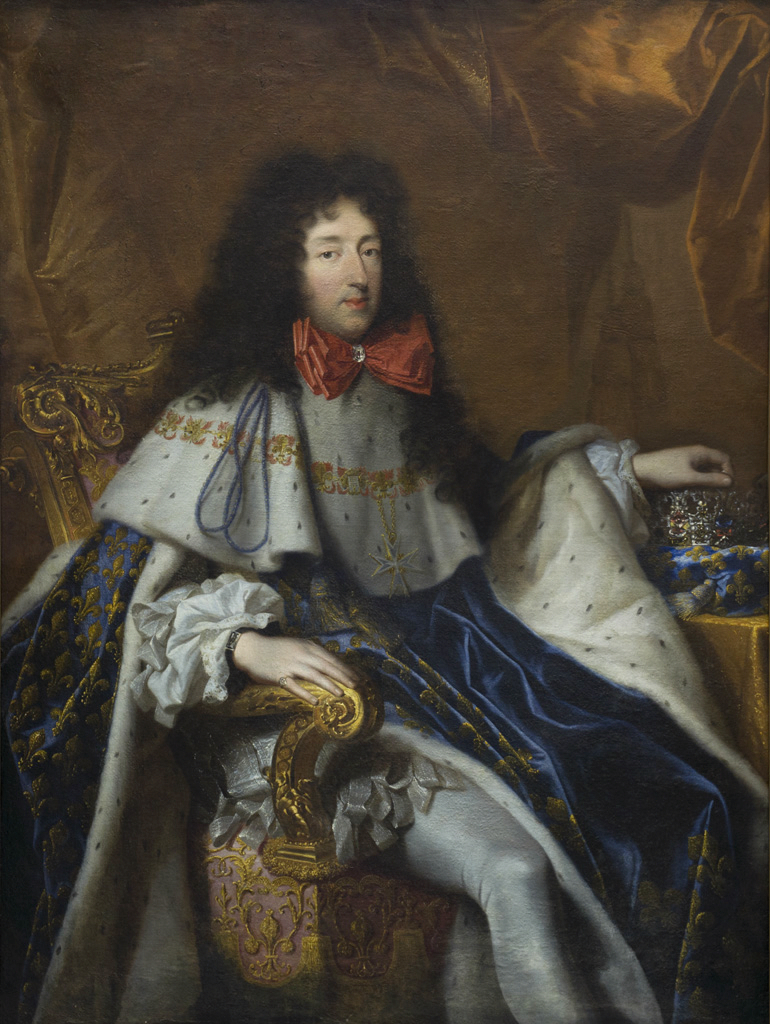
Filip I. Orleánský (bratr Ludvíka XIV.) s alonžovou parukou
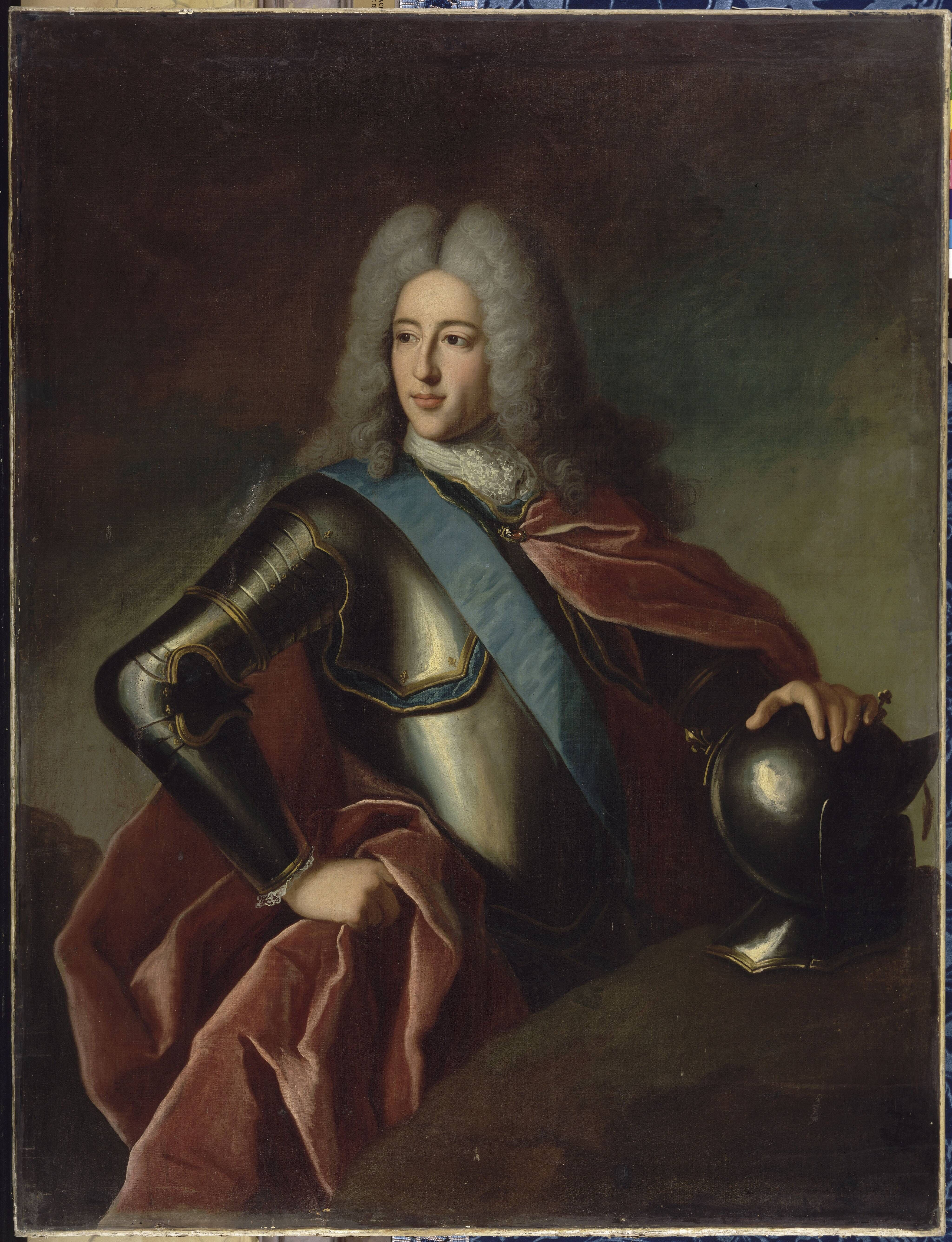
Louis IV. Henri de Bourbon-Condé s pudrovanou alonžovou parukou
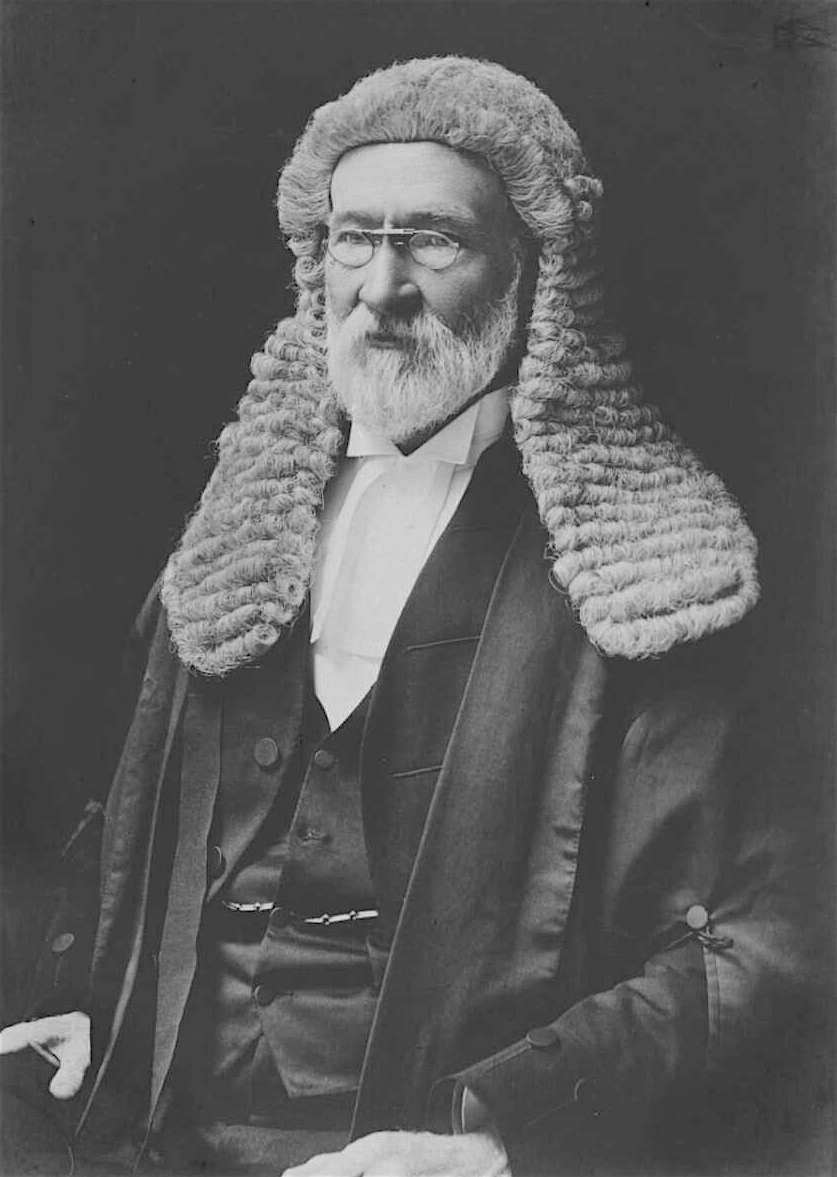
Australský soudce v novodobé alonžové paruce